# Kaplica św. Anny w Kurzelowie
Kaplica św. Anny w Kurzelowie – drewniana kaplica cmentarna znajdująca się na cmentarzu parafialnym w Kurzelowie. 
Styl budynku, obecność barokowej z formy sygnaturki oraz fakt erygowania bractwa św. Anny w Kurzelowie w 1619 roku sugerują, iż budynek powstał w pierwszej połowie XVII wieku. Pierwsza pisemna wzmianka o kościółku pochodzi z 1719 roku, kiedy to na terenie wokół niego założono cmentarz.